# Haren (Ems)
Haren település Németországban, azon belül Alsó-Szászország tartományban. Lakosainak száma 24 719 fő (2023. december 31.). Haren Niederlangen, Oberlangen, Lathen, Stavern, Meppen, Twist, Emmen, Westerwolde és Sustrum községekkel határos.

## Népesség
A település népességének változása:
| Lakosok száma | 23 255 | 23 747 | 23 665 | 23 829 | 24 137 | 24 498 | 24 719 |
|               | 2014   | 2016   | 2017   | 2019   | 2021   | 2022   | 2023   |